# Praia do Pina
Vista aérea da orla da praia no bairro do Pina, cidade do Recife, Pernambuco, Brasil.
A Praia do Pina é uma das duas praias da cidade brasileira do Recife, capital do estado de Pernambuco. Situada no bairro do Pina, zona sul da capital pernambucana, é uma continuação ao norte da praia de Boa Viagem.

## Descrição
A Praia do Pina é popular, tem uma considerável faixa de areia dourada e águas de temperatura agradável, muito frequentada pela população e turistas, principalmente, na alta temporada.
É, também, além de local para banho e descanso, um bom lugar para prática de esportes como o kitesurf.
Está delimitada com a Praia de Boa Viagem ao sul e é, geralmente, local de comércio, diversão e atrações culturais.
A Praia do Pina é conhecida, também, pelo grande número de coqueiros que ficam próximos aos prédios residenciais e comerciais.

## Galeria de imagens

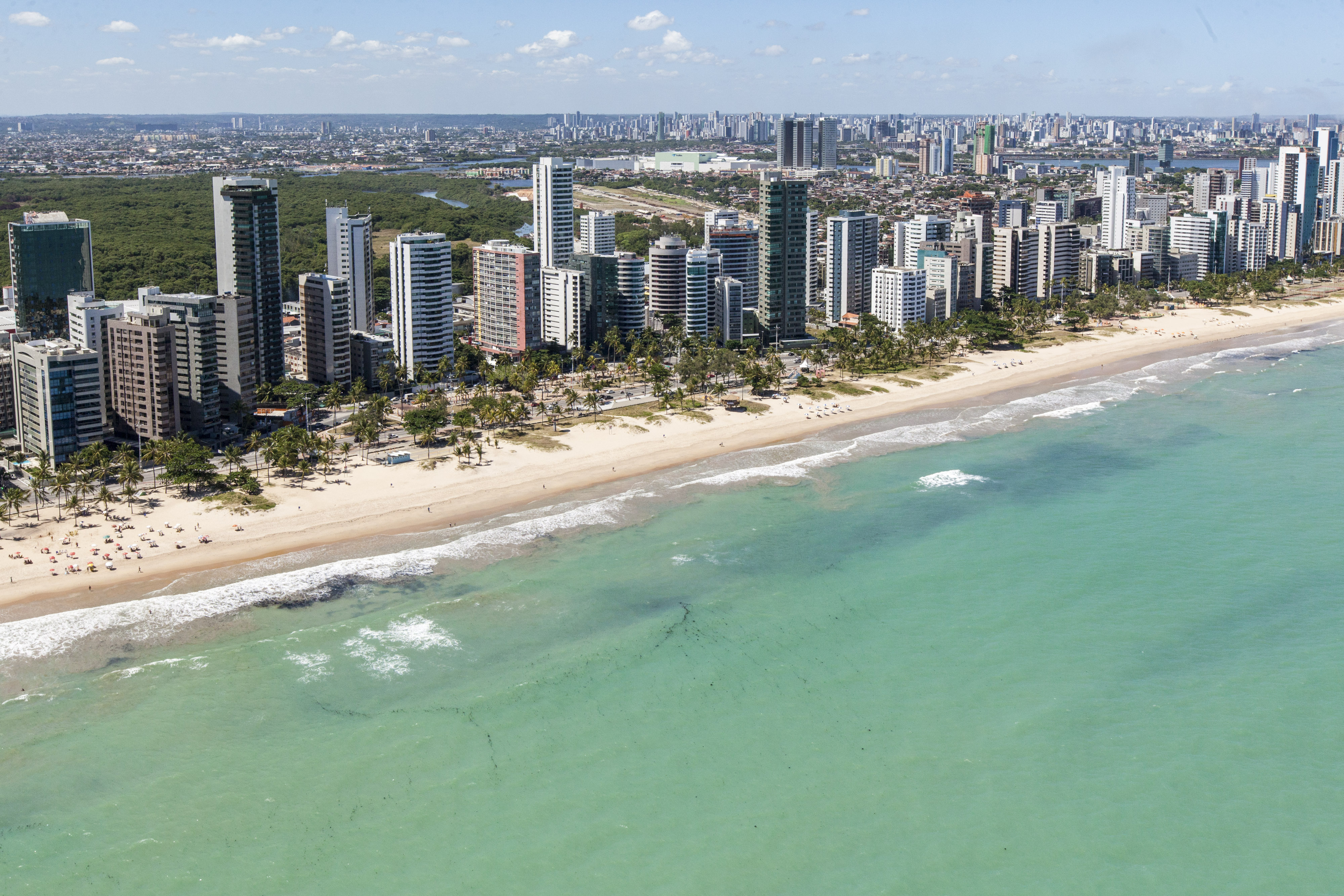
Beira-mar da Praia do Pina
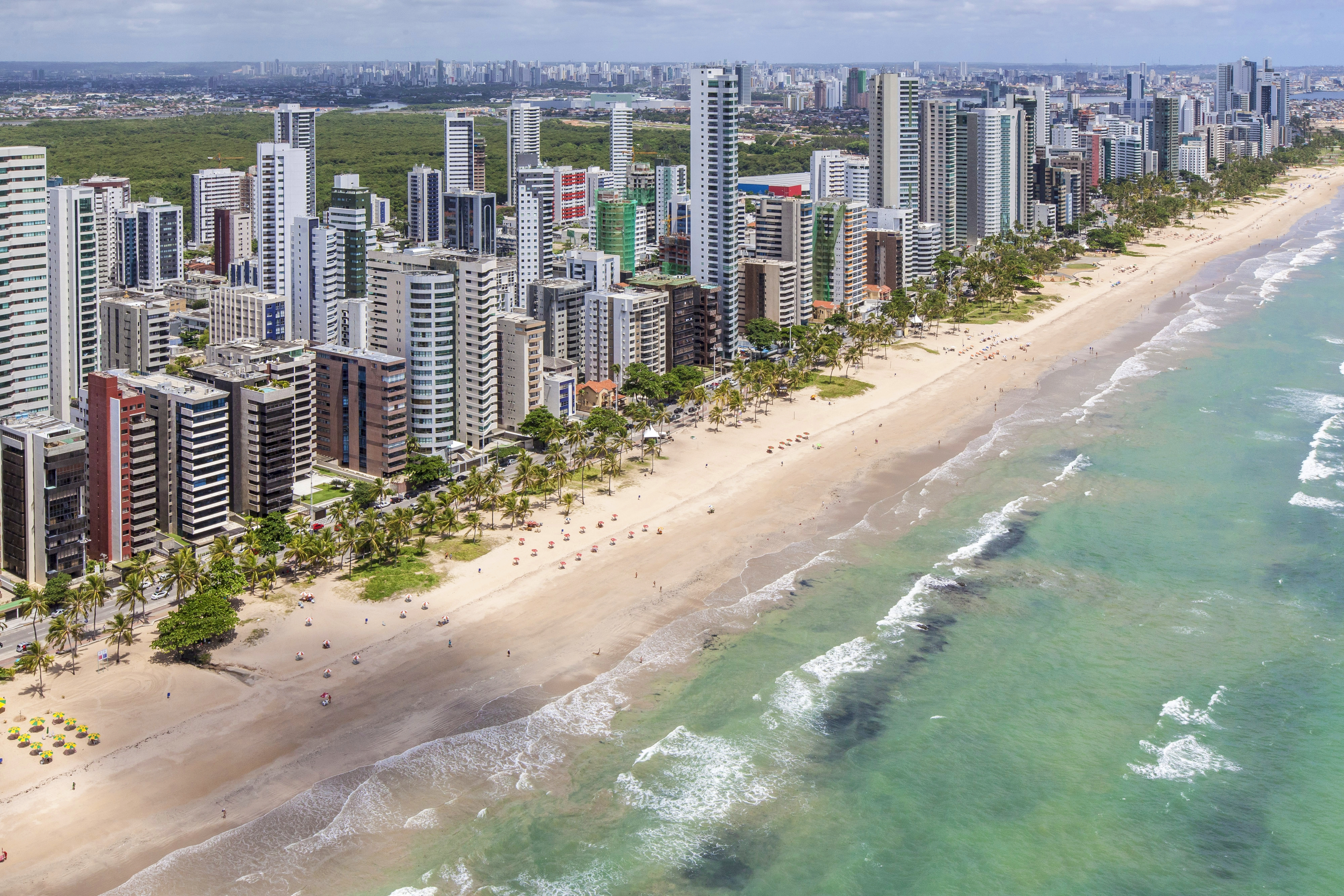
Coqueiros da Praia do Pina